# Ингвар Высокий
И́нгвар Высо́кий (др.-сканд. Ingwar, Yngwarr, Hin Harri) — уппсальский властелин, относимый по скандинавским сагам к VI, VII или VIII векам.

## Биография
Заключив мир с данами, Ингвар предпринял несколько походов на восточные страны (Austrvegir), по-видимому, главным образом, Эстонию. Здесь местные жители напали на него с громадным войском, Ингвар был убит, и его войско бежало. Его похоронили под холмом на берегу Балтийского моря в местности Ляэнемаа. Некоторые из шведских историков (например, У. Далин) видят в походе Ингвара поход не только в земли эстов, но и в области будущего Древнерусского государства, считая его покорителем кривичей и других восточных славян, погибшим потом в борьбе с ними.
Захоронение Ингвара, предположительно, было обнаружено на острове Сааремаа, в волости Сальме (en:Salme ships).
Возможно его сыном был Скира.